# SN 1998dv
SN 1998dv – supernowa odkryta 22 sierpnia 1998 roku w galaktyce A042946-6130. W momencie odkrycia miała maksymalną jasność 20,20m.